# Anatéma
Az  anatéma a vallási közösségből való kizárás, az átokkal egyenlő jelentőségű. A római katolikus egyház által különösen a középkor folyamán alkalmazott egyházi eljárás, ünnepélyes formák közötti kiközösítés, amellyel valakit, – akár egy uralkodót az egész birodalmával együtt, − kizártak a hívők közösségéből és az egyház minden szolgáltatásától megfosztottak (szentmise, szentségvétel, házasság, temetés stb.) Pál apostoltól kezdve egyházból való kitaszítás és az ördögnek való átadás volt az értelme.

## Etimológiája
Az anatéma (görög: αναθεμα) a görög anatithémi igéből származik, amelynek a magyar jelentése „felteszek, felajánlok, félreteszek, visszavetek”, tehát az ami fel van ajánlva vagy az ami „vissza van vetve”. Az anadhmát mindig az előbbi, az anademát pedig mind a két jelentésben használják az ó- és az újszövetségi vallási nyelvben. 
Az eredeti görög jelentése szerint fogadalmi ajándék, mivel azonban az ószövetség fordításánál a  héber cherem szót adták vele vissza, ami nemcsak ezt, hanem az Isten parancsára történő kiirtás és elpusztítás fogalmát is magában foglalja.

## Bibliai használata

### Ószövetség
Az Ószövetségben az anatéma (héberül cherem) először az, amit teljesen Istennek ajánlanak, az ilyen tárgyat, élőlényt, növényt, állatot okvetlenül meg kellett semmisíteni.
Az anatéma, mint átok jelentése a következő, 5Mózes 7:26-ból vett részletben: „Ne vigyél be semmit a bálványból a házadba, hogy ne legyél hozzá hasonlóan átokká. Utáld azt, mint a trágyát, és utáld azt, mint tisztátalanságot és rontást, mert átok az.”
Nemzetek, egyének, állatok és élettelen tárgyak válhatnak „anatémássá”, azaz átkozottá és pusztulásra ítéltté. Így történt, hogy az Ígéret Földjén lakó népeket Mózes szavai szerint megátkozták (5Mózes 7:1-2): „Ha majd az Úr, a te Istened kezedbe adja őket, semmisítsd meg őket teljesen.”
Néha egész városokat átok alá helyeznek. Amikor az átok szigorú, minden lakost ki kell irtani, az állatokkal együtt, a várost fel kell égetni, és meg kell tagadni az újjáépítését, egykori gazdagságát pedig Jehovának kell felajánlani. Ez volt Jerikó sorsa (Józsué 6:17). Ha kevésbé szigorú, akkor is minden lakost meg kell ölni, de a haszonállatokat fel lehet osztani a győztesek között (Józsué 8:27).

### Újszövetség
Az Újszövetségben már nem halált jelent, hanem a javak elvesztését vagy a hívők közösségéből való kizárást, az anatéma volt az a büntetés, amely által valakit a bűnei miatt bizonyos időre kirekesztettek a választott nép közösségéből és összes vallási gyakorlatából.
Az Újszövetségben az anatéma magyar fordítása „átkozott”, „méltatlan arra, hogy létezzék”. (Róm 9:3. Gal 1:8-9. 1Kor 12:3; 16:22).
Pál alapján aki elszakadt Istentől, az az ördöggel egyesül, ami megmagyarázza, hogy átadnak valakit a Sátánnak (1Tim 1,20 ; 1Kor 5,5). Az anatéma azt is jelenti, hogy megátkozzák az embert, ahogyan az 1Kor 16:22-ben olvashatjuk: „Aki az Úr (Jézus Krisztust) nem szereti, legyen átkozott. Marána Tha.”

## A katolikus egyházban

### Középkor
A legnagyobb egyházi büntetés, amellyel valakit kizárnak a hívek közösségéből. A kiközösített nem vehetett részt az istentiszteleteken, nem vehette fel a szentségeket, nem részesült az egyház imáinak hatásaiból, nem járulhatott egyházi bíróság elé, elvesztette egyházi joghatóságát és javadalmait, nem részesülhetett egyházi temetésben. A név szerint vagy nyilvánosan kiközösített személyt – ha azt a kiközösítő dekrétum előírja – a híveknek a polgári életben is kerülniük kellett.
Bár az egyházi anatéma polgári jogfosztást is jelentett (az egyház és állam szétválasztása előtt), és a kiátkozott gyakorlatilag kívül került a társadalom normális működésén.
A nikaiai zsinattól a vatikáni zsinatig minden zsinat így fogalmazta meg dogmatikus kánonjait: „Ha valaki azt mondja…, legyen anatéma (átkozott)”.
Az első századokban az anatéma látszólag nem különbözött a kiközösítés ítéletétől , a 6. századtól kezdődően különbséget tettek a kettő között.
A középkori, 9. és 12. századi dokumentumok világos különbséget tesznek az anatéma és a kiközösítés között, az egyik a „nagyobb kiközösítés” a hívők közösségéből való kizárásra, szemben a „kisebb kiközösítés” kifejezésre, amely a rendes kiközösítésre vagy a szentségek vételéből való kizárásra vonatkozott.
Az anatéma egy súlyos kiközösítés, amelyet nagy ünnepélyességgel kell kihirdetni. Ennek a szertartásnak a formuláját Zakariás pápa (741-52) dolgozta ki a Debent duodecim sacerdotes műben.
A pápaság háromféle kiközösítést különböztetett meg: a kisebb kiközösítést, amelyet korábban az a személy szenvedett el, aki kommunikációs kapcsolatban állt a kiközösítés tilalma alatt álló személlyel; a nagyobb kiközösítést, amelyet a pápa egy ítélet felolvasása során mond ki; és az anatéma, vagyis a legsúlyosabb bűnökért járó büntetés, amelyet a pápa ünnepélyesen kihirdet.
Az anatéma kihirdetésekor a pápa amice-t, stólát és lila palástot és mitrát visel, és tizenkét pap segíti, akik miseruhát viselnek és égő gyertyákat tartanak. Leül az oltár elé vagy más alkalmas helyre, miközben kimondja az átokformulát, amely ezekkel a szavakkal végződik:
„Ezért a mindenható Isten , az Atya, a Fiú és a Szentlélek, Szent Péter, az apostolok fejedelme és minden szent nevében, a mennyben és földön adott kötés és oldás hatalmánál fogva megfosztjuk ...-t, és minden bűntársát a mi Urunk testének és vérének szentségétől, elválasztjuk őt minden keresztény közösségétől, kizárjuk Szent Anyánk, a mennyei és földi Egyház kebeléből, kiközösítjük, és örök tűzre ítéljük a Sátánnal és angyalaival és minden semmirekellővel...  átadjuk őt a Sátánnak, hogy megölje testét, hogy lelke üdvözüljön az ítélet napján.” 
A pápa és a tizenkét pap ezután a földre dobja az általuk vitt égő gyertyákat, és írásban értesíti a papokat és a püspököket a kiközösítettről és a kiközösítés okáról, hogy ne érintkezhessenek vele. Bár átadják a Sátánnak és angyalainak, még mindig megbánhatja bűneit, sőt köteles is megbánni azokat. Az átokátadás ilyen ünnepélyes kihirdetése alkalmas arra, hogy megrémítse a bűnöst, és bűnbánatra késztesse, különösen, ha az Egyház ehhez hozzáteszi a Maranatha szertartását.
A nyugati (római) egyházban a maranatha nagyon ünnepélyes formulává vált, mint átok, amellyel ha a bűnöst kiközösítik, Isten ítéletére bízzák, és az egyház kebeléből kiutasítják, egész az Úr eljöveteléig.

### Újkor
Az anatémát az újkorban az "önmagától beálló kiközösítés" terminusa váltotta föl. Ez azt jelenti, hogy aki a katolikus egyház 1) alapvető tanításával szöges ellentétben álló tanokat 2) megátalkodott makacssággal terjeszt (pl. folytatólagosan tagadja a Niceai hitvallás vagy a szentségtan alapjait), az ezzel a cselekedetével automatikusan kizárja magát a katolikus közösségből. Ezért nincs szükség ennek nyilvános megállapítására és patetikus "kiátkozási" rituáléra: a közösségtől való elszakadás ettől függetlenül objektíve létrejön.
Bár az újkorban anatémát nem gyakoroltak, de az elvi lehetőség érvényben maradt. XXIII. János pápa sürgetésére a második vatikáni zsinat mindennemű anatémáról lemondott.